# Lubaantun
Lubaantun a legnagyobb ősi maja romváros, Közép-Amerikában a mai Belize területén. Lubaantun körülbelül 42 km-re, északnyugatra fekszik Puanta Gorda és 3 km-re San Pedro városától. A város eredeti neve nem ismert, mai nevének jelentése a modern maja nyelvben a hullott kövek helye. A város aranykorát a 700-as évektől a 900-as évekig élte, majd lakói hirtelen elhagyták. A város építményeit legfőképpen a környéken található mészkőből, kötőanyagok nélkül építették. A város vallási, politikai és kereskedelmi központ lehetett. A feltárás során falak, lépcsők, kisebb lakóépületek, sírhelyek, és egy, a környező vidék fölé emelkedő piramis található.
Régészeti feltárása a 20. század elején kezdődött, amikor Dr. Thomas Gann 1903-ban felfedezte a romokat. A hírnevét 1924-ben szerezte, amikor F. A. Mitchell-Hedges régész feltárásai során egy kristálykoponya került elő. A Mitchell-Hedges-féle kristálykoponya különlegessége, hogy ez a koponya az egyetlen, amely két darabból áll, az összes többi esetében a fogakat csupán rávésték a tömör koponyára.

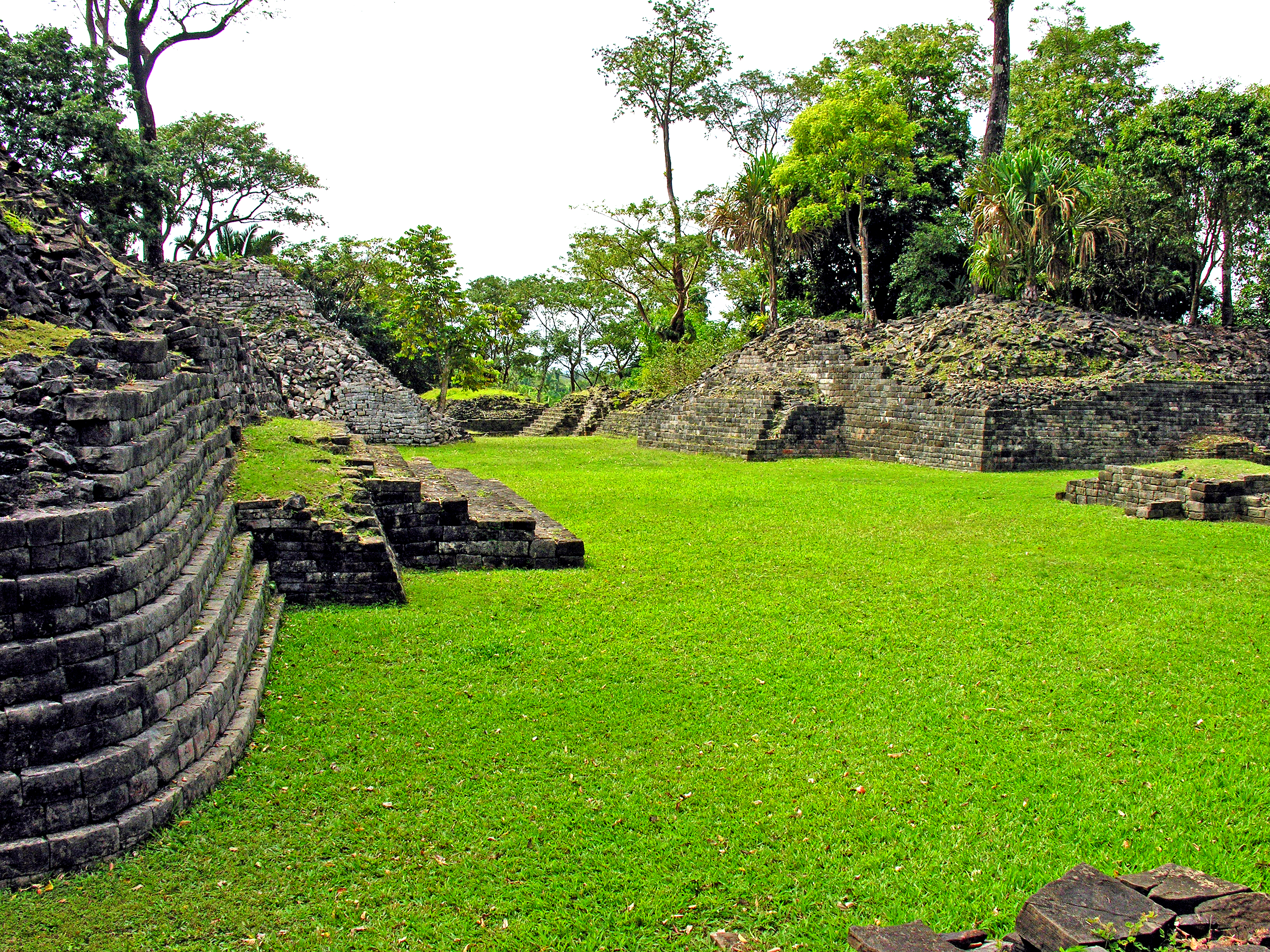
Lubaantun

## Külső hivatkozások
- Lubaantun on MayaBelize.ca
- Lubaantun on SouthernBelize.com Archiválva 2012. szeptember 25-i dátummal a Wayback Machine-ben